# Lega Nazionale A 2014 (football americano)
La Lega Nazionale A 2014 è stata la 29ª edizione del campionato di football americano di primo livello, organizzato dalla SAFV.

## Squadre partecipanti
| Club                    | Città      | Stadio | Sponsor ufficiale | Risultato nella stagione 2013 |
| ----------------------- | ---------- | ------ | ----------------- | ----------------------------- |
| Bern Grizzlies          | Berna      |        |                   | Semifinalisti LNA             |
| Calanda Broncos         | Landquart  |        |                   | Vincitori XXVIII Swiss Bowl   |
| Gladiators Beider Basel | Basilea    |        |                   | Finalisti LNA                 |
| Lausanne LUCAF Owls     | Losanna    |        |                   | Promossa da Lega B            |
| Winterthur Warriors     | Winterthur |        |                   | Semifinalisti LNA             |
| Zürich Renegades        | Zurigo     |        |                   | Quinto posto in LNA           |

## Stagione regolare

### Calendario

#### 1ª giornata
| Winterthur 29 marzo 2014, ore 14:00 CEST | Winterthur Warriors | 15 – 45 | Calanda Broncos | Sportpark Deutweg |

| Chavannes-près-Renens 30 marzo 2014, ore 14:00 CEST | Lausanne LUCAF Owls | 19 – 56 | Gladiators Beider Basel | Centro sportivo |

#### 2ª giornata
| Pratteln 6 aprile 2014, ore 14:00 CEST | Gladiators Beider Basel | 49 – 33 | Winterthur Warriors | Sandgrube |

| Berna 6 aprile 2014, ore 14:00 CEST | Bern Grizzlies | 43 – 20 | Zürich Renegades | Stadio di atletica leggera Wankdorf |

| Coira 6 aprile 2014, ore 14:00 CEST | Calanda Broncos | 26 – 12 | Lausanne LUCAF Owls | Stadion Ringstrasse |

#### 3ª giornata
| Witikon 13 aprile 2014, ore 14:00 CEST | Zürich Renegades | 6 – 33 | Gladiators Beider Basel | Sportplatz Looren |

#### 4ª giornata
| Coira 21 aprile 2014, ore 14:00 CEST | Calanda Broncos | 17 – 19 | Bern Grizzlies | Stadion Ringstrasse |

| Winterthur 21 aprile 2014, ore 14:00 CEST | Winterthur Warriors | 20 – 26 | Zürich Renegades | Sportpark Deutweg |

#### 5ª giornata
| Witikon 27 aprile 2014, ore 14:00 CEST | Zürich Renegades | 25 – 46 | Bern Grizzlies | Sportplatz Looren |

| Coira 27 aprile 2014, ore 14:00 CEST | Calanda Broncos | 45 – 28 | Gladiators Beider Basel | Stadion Ringstrasse |

| Chavannes-près-Renens 27 aprile 2014, ore 14:00 CEST | Lausanne LUCAF Owls | 6 – 20 | Winterthur Warriors | Centro sportivo |

#### 6ª giornata
| Berna 4 maggio 2014, ore 14:00 CEST | Bern Grizzlies | 35 – 14 | Lausanne LUCAF Owls | Stadio di atletica leggera Wankdorf |

#### 7ª giornata
| Pratteln 11 maggio 2014, ore 14:00 CEST | Gladiators Beider Basel | 63 – 8 | Lausanne LUCAF Owls | Sandgrube |

| Berna 11 maggio 2014, ore 14:00 CEST | Bern Grizzlies | 13 – 42 | Calanda Broncos | Stadio di atletica leggera Wankdorf |

| Witikon 11 maggio 2014, ore 14:00 CEST | Zürich Renegades | 32 – 27 | Winterthur Warriors | Sportplatz Looren |

#### 8ª giornata
| Winterthur 17 maggio 2014, ore 18:00 CEST | Winterthur Warriors | 36 – 14 | Bern Grizzlies | Sportpark Deutweg |

| Chavannes-près-Renens 18 maggio 2014, ore 14:00 CEST | Lausanne LUCAF Owls | 34 – 42 | Zürich Renegades | Centro sportivo |

#### 9ª giornata
| Witikon 25 maggio 2014, ore 14:00 CEST | Zürich Renegades | 34 – 45 | Calanda Broncos | Sportplatz Looren |

| Berna 25 maggio 2014, ore 14:00 CEST | Bern Grizzlies | 10 – 48 | Gladiators Beider Basel | Stadio di atletica leggera Wankdorf |

#### 10ª giornata
| Winterthur 1º giugno 2014, ore 14:00 CEST | Winterthur Warriors | 28 – 72 | Gladiators Beider Basel | Sportpark Deutweg |

| Chavannes-près-Renens 1º giugno 2014, ore 14:00 CEST | Lausanne LUCAF Owls | 33 – 56 | Calanda Broncos | Centro sportivo |

#### 11ª giornata
| Coira 7 giugno 2014, ore 18:00 CEST | Calanda Broncos | 49 – 20 | Zürich Renegades | Sportplatz Ringstrasse |

| Pratteln 7 giugno 2014, ore 18:00 CEST | Gladiators Beider Basel | 44 – 0 | Bern Grizzlies | Sandgrube |

| Winterthur 9 giugno 2014, ore 14:00 CEST | Winterthur Warriors | 25 – 20 | Lausanne LUCAF Owls | Sportpark Deutweg |

#### 12ª giornata
| Pratteln 14 giugno 2014, ore 18:00 CEST | Gladiators Beider Basel | 37 – 21 | Calanda Broncos | Sandgrube |

| Berna 15 giugno 2014, ore 14:00 CEST | Bern Grizzlies | 38 – 6 | Winterthur Warriors | Stadio di atletica leggera Wankdorf |

| Witikon 15 giugno 2014, ore 14:00 CEST | Zürich Renegades | 48 – 38 | Lausanne LUCAF Owls | Sportplatz Looren |

#### 13ª giornata
| Coira 21 giugno 2014, ore 18:00 CEST | Calanda Broncos | 48 – 0 | Winterthur Warriors | Sportplatz Ringstrasse |

| Pratteln 22 giugno 2014, ore 14:00 CEST | Gladiators Beider Basel | 70 – 20 | Zürich Renegades | Sandgrube |

| Chavannes-près-Renens 22 giugno 2014, ore 14:00 CEST | Lausanne LUCAF Owls | 6 – 41 | Bern Grizzlies | Centro sportivo |

### Classifica
La classifica della regular season è la seguente:
- PCT = percentuale di vittorie, G = partite giocate, V = partite vinte, P = partite perse, PF = punti fatti, PS = punti subiti
- La qualificazione ai playoff è indicata in verde
- L'ultima classificata sfida la vincente della Lega B per la partecipazione alla LNA 2015 (giallo)

| Pos. | Squadra                 | PCT  | G  | V | P  | PF  | PS  |
| ---- | ----------------------- | ---- | -- | - | -- | --- | --- |
| 1    | Gladiators Beider Basel | .900 | 10 | 9 | 1  | 500 | 190 |
| 2    | Calanda Broncos         | .800 | 10 | 8 | 2  | 394 | 211 |
| 3    | Bern Grizzlies          | .600 | 10 | 6 | 4  | 259 | 258 |
| 4    | Zürich Renegades        | .400 | 10 | 4 | 6  | 273 | 405 |
| 5    | Winterthur Warriors     | .300 | 10 | 3 | 7  | 210 | 350 |
| 6    | Lausanne LUCAF Owls     | .000 | 10 | 0 | 10 | 190 | 412 |

## Playoff e playout
|  | Semifinali | Semifinali              | Semifinali      |                 |                         | Finale                  | Finale | Finale |  |
|  |            |                         |                 |                 |                         |                         |        |        |  |
|  | 1          | Gladiators Beider Basel | 44              |                 |                         |                         |        |        |  |
|  | 1          | Gladiators Beider Basel | 44              |                 |                         |                         |        |        |  |
|  | 4          | Zürich Renegades        | 20              |                 |                         |                         |        |        |  |
|  | 4          | Zürich Renegades        | 20              |                 | Gladiators Beider Basel | Gladiators Beider Basel | 47     |        |  |
|  |            |                         |                 |                 | Gladiators Beider Basel | Gladiators Beider Basel | 47     |        |  |
|  |            |                         | Calanda Broncos | Calanda Broncos | 35                      |                         |        |        |  |
|  | 2          | Calanda Broncos         | Calanda Broncos | Calanda Broncos | 35                      | 65                      |        |        |  |
|  | 2          | Calanda Broncos         |                 |                 |                         |                         |        |        |  |
|  | 3          | Bern Grizzlies          | 37              |                 |                         |                         |        |        |  |

### Semifinali
| Basilea 5 luglio 2014, ore 15:00 CEST | Gladiators Beider Basel | 44 – 20 | Zürich Renegades | Stadion Rankhof |

| Coira 6 luglio 2014, ore 14:00 CEST | Calanda Broncos | 65 – 37 | Bern Grizzlies | Stadion Ringstrasse |

### Playout
| Lucerna 28 giugno 2014 | Luzern Lions | 28 – 23 | Lausanne LUCAF Owls | Stadio di atletica leggera |

### XXIX Swiss Bowl
| Bienne 12 luglio 2014, ore 18:00 CEST | Gladiators Beider Basel | 47 – 35 | Calanda Broncos | Stadion Gurzelen |

## Verdetti
- Gladiators Beider Basel Campioni di Svizzera 2014
- Lausanne LUCAF Owls relegati in Lega B 2015